# Фридрих (граф Саарбрюккена)
Фридрих (нем. Friedrich von Saarbrücken; ум. до 1135) — первый граф Саарбрюккена.
Сын Сигеберта, графа в Сааргау, умершего не ранее 1105 года. Его братьями были: Бруно — епископ Шпейера, Адальберт — архиепископ Майнца, и Зигеберт — граф Эльзаса.
Впервые упоминается с титулом графа Саарбрюккена в 1118 году. Как и отец, был вассалом епископов Меца.

## Семья
Жена — Гизела, согласно Europäische Stammtafeln — дочь герцога Лотарингии Тьерри II. О ней известно, что она была вдовой первого графа Текленбурга, имя которого не выяснено (отца Экберта I). Её приданым были земли в районе монастыря Хорнбах. Дети:
- Агнесса, муж (1132/33) — герцог Швабии Фридрих II Одноглазый.
- Симон — граф Саарбрюккена
- Адальберт II — архиепископ Майнца (1138—1141).

В документе 1135 года графом Саарбрюкена назван Симон. Значит, Фридрих к тому времени уже умер.